# オーストロネシア形式言語学会

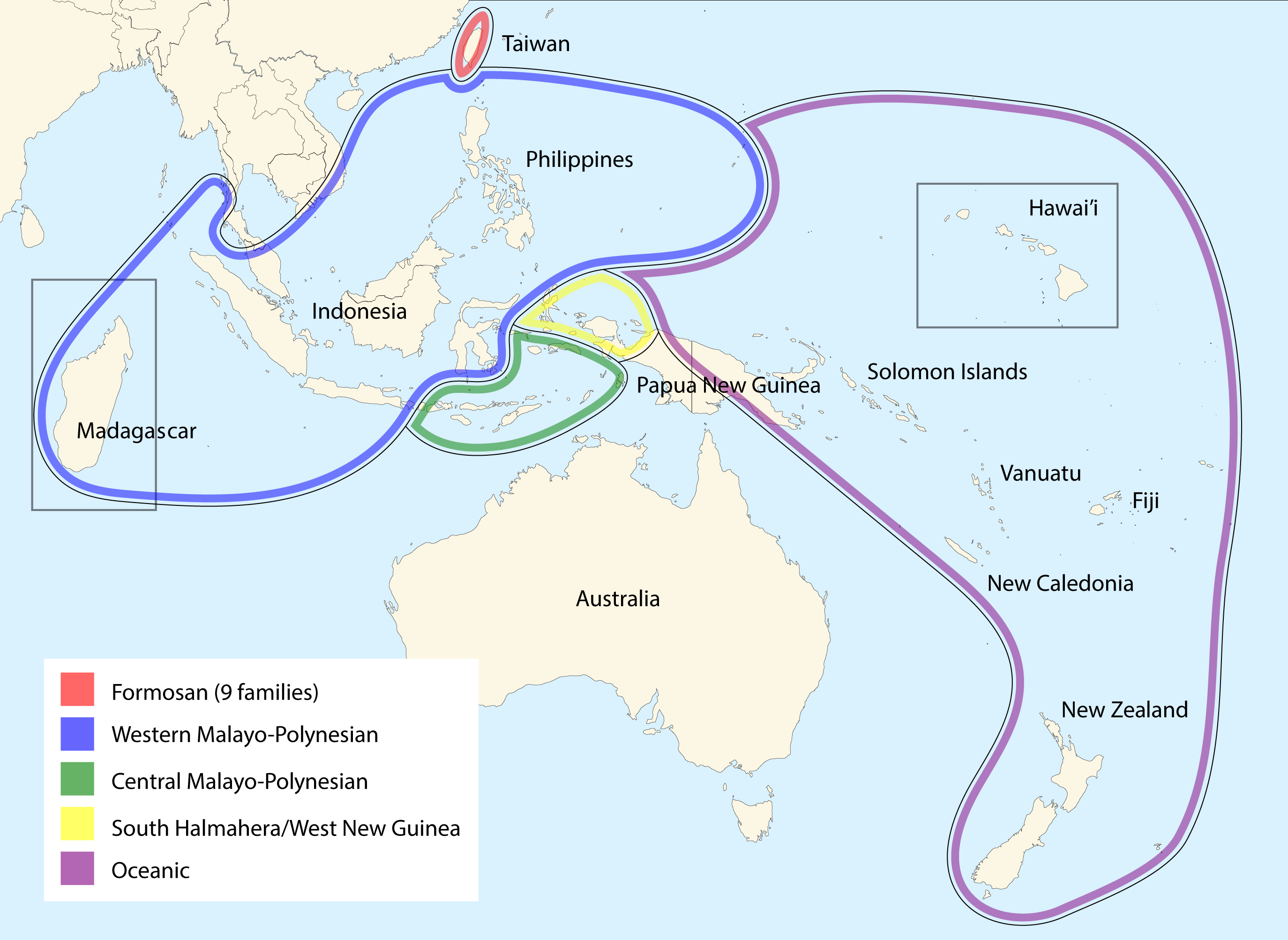
オーストロネシア諸語の分布と主要下位区分

オーストロネシア形式言語学会（Austronesian Formal Linguistics Association: AFLA）は、オーストロネシア語族に関する共同研究のための場を提供する学会である。1994年にトロント大学で設立され、現在はウェスタンオンタリオ大学をベースに運営されている。研究大会は毎年、世界中の多数の研究機関で開催されてきた。例えば、東京外国語大学（AFLA 2016）、アムステルダム自由大学（AFLA 2000）、台湾、台北の中央研究院（AFLA 2018）などである。AFLA 2020の大会は新型コロナウイルス感染症の世界的流行 (2019年-)のため一時的に延期になったものの、シンガポール国立大学の主催でオンライン開催されることになった。

## 創設者
Anna Maclachlan - 書籍 Optimality and three western Austronesian case systems およびオーストロネシア諸語に関する13本の論文を執筆
Diane Massam - トロント大学言語学科教授
Richard McGinn - オハイオ大学、マギル大学等で教鞭を取った。享年78。
Barry Miller - トロントのヨーク大学で学び、MassamとともにAFLAを創設
Lisa Travis - マギル大学教授

## 過去の研究大会
- AFLA  I (1994): トロント大学
- AFLA II (1995): マギル大学
- AFLA III (1996): カリフォルニア大学ロサンゼルス校
- AFLA IV (1997): カリフォルニア大学ロサンゼルス校
- AFLA V (1998): ハワイ大学マノア校
- AFLA VI (1999): トロント大学
- AFLA VII (2000): アムステルダム自由大学
- AFLA VIII (2001): マサチューセッツ工科大学
- AFLA IX (2002): コーネル大学
- AFLA X (2003): ハワイ大学マノア校
- AFLA XI (2004): Zentrum fur Allgemeine Sprachwissenschaft, Typologie und Universalienforschung
- AFLA XII (2005): カリフォルニア大学ロサンゼルス校
- AFLA  XIII (2006): 国立清華大学、中央研究院
- AFLA XIV (2007): マギル大学
- AFLA XV (2008): シドニー大学
- AFLA XVI (2009): カリフォルニア大学サンタクルーズ校
- AFLA XVII (2010): ニューヨーク州立大学ストーニーブルック校
- AFLA XVIII (2011): ハーバード大学
- AFLA XIX (2012): 中央研究院、台湾言語学会
- AFLA XX (2013): テキサス大学アーリントン校
- AFLA XXI (2014): 中央研究院、台湾言語学会
- AFLA XXII (2015): マギル大学
- AFLA XXIII (2016): 東京外国語大学
- AFLA XXIV (2017): ワシントン大学
- AFLA XXV (2018): 中央研究院
- AFLA XXVI (2019): ウェスタンオンタリオ大学
- AFLA XXVII (2020): シンガポール国立大学
- AFLA XXVIII (2021): シンガポール国立大学・マギル大学の共同主催
- AFLA XXIX (2022): マンチェスター大学（TripleAワークショップとの共催で、TripleAFLAという名称で開催）
- AFLA XXX (2023): ルンド大学
- AFLA XXXI (2024): マサチューセッツ大学アマースト校
- AFLA XXXII (2025): アトマジャヤ・インドネシア・カトリック大学